# 東部州 (コンゴ)
東部州 (Orientale, リンガラ語: Etúká ya Monyɛlɛ) はコンゴ民主共和国北東部のかつての州。州都はキサンガニ。北に中央アフリカ、スーダンの西エクアトリア州、中央エクアトリア州、東にウガンダの西ナイル地方、及びアルバート湖を挟んでブニョロ地方と接し、南に北キヴ州、マニエマ州、東カサイ州、西に赤道州と接していた。

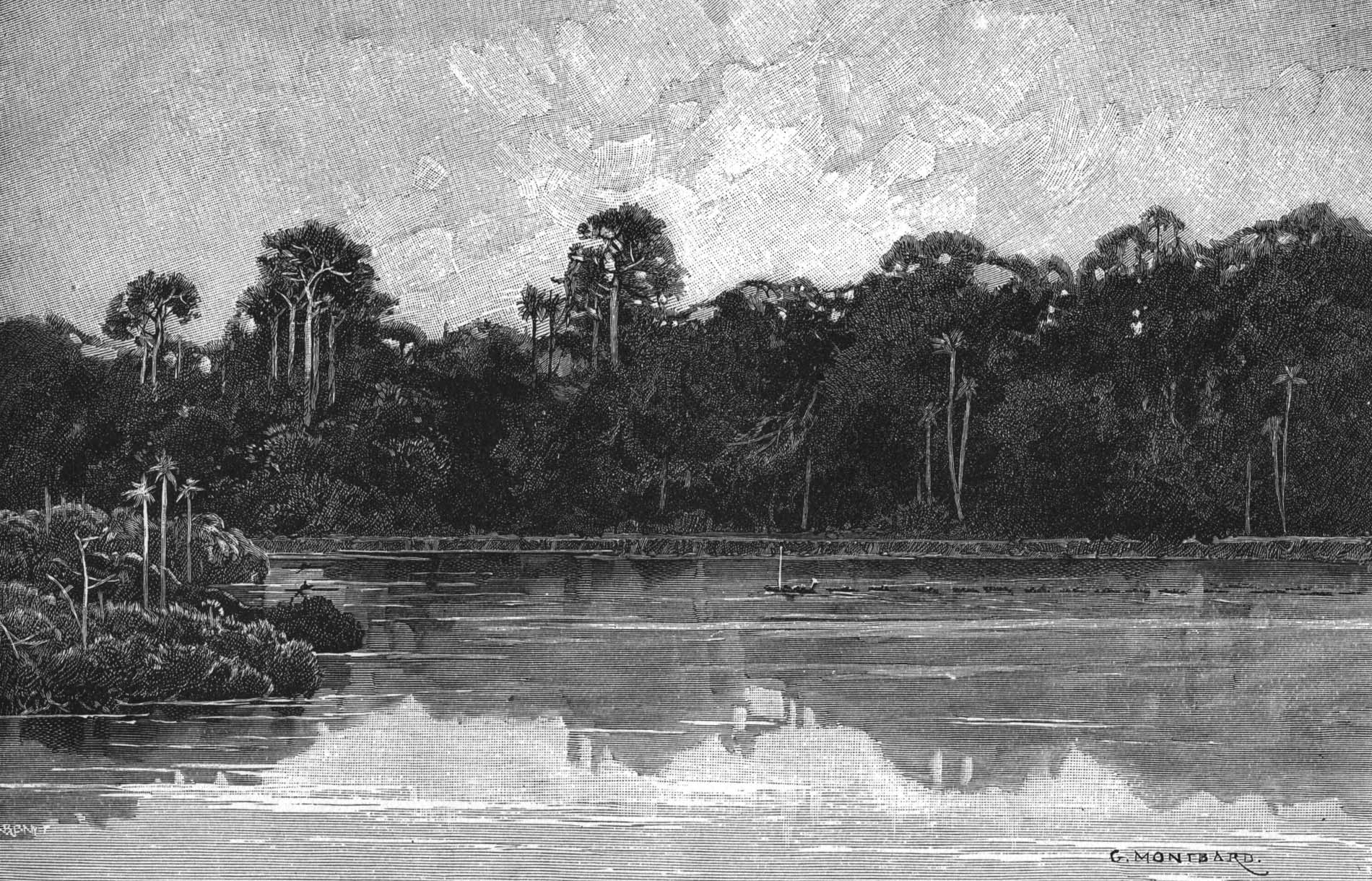
"Darkest Africa" のG・モンバールの挿絵「アルウィミ川を溯る」

ベルギー到来以降、上コンゴ地方と呼ばれた地域で、ヘンリー・モートン・スタンリーがエミン・パシャ「救出」（en:Emin Pasha Relief Expedition）の際に「最暗黒のアフリカ」と呼んだ地域でもある。北部はウエレ川流域で、南東部はイトゥリ地方と呼ばれていた。金鉱山などがあるため、ミルトン・オボテ、イディ・アミン、ヨウェリ・ムセベニなどウガンダの権力者による収奪の対象とされた。1998年には北東部のドゥルバ鉱山とワツァ鉱山の金鉱労働者にマールブルグ熱が発生した。イトゥリ地方ではルワンダ紛争などと同じ構図で、放牧民のヘマ族が「ナイル系」であるとされ（実際はバントゥー系）、農耕民のレンドゥ族との対立が形成され、イトゥリ紛争が起きた。第二次コンゴ戦争では北部の大半をウガンダ軍とその同盟者に、キサンガニより南をルワンダ軍とその同盟者に占領された。
2005年憲法でイトゥリ州、高ウエレ州、低ウエレ州、ツォポ州に分割することが決められ、2006年に国民投票で承認された。新州への移行は2009年までに実施される。2009年、en:Haut-Uele Districtのマコンボで神の抵抗軍によるマコンボ虐殺（12月14日 - 12月17日）が起こった。
主要な言語はスワヒリ語とリンガラ語、レンドゥ語など。

## 脚註
1. ↑  マイケル・ダイバート「コンゴ民主共和国：戦禍にまみれ、ようやく訪れた静けさ」JANJAN/IPS, 2008年4月24日。